# Phanerotoma sculptifrons
Phanerotoma sculptifrons är en stekelart som beskrevs av Vladimir Ivanovich Tobias 1970. Phanerotoma sculptifrons ingår i släktet Phanerotoma och familjen bracksteklar. Inga underarter finns listade i Catalogue of Life.